# Sherman Oaks

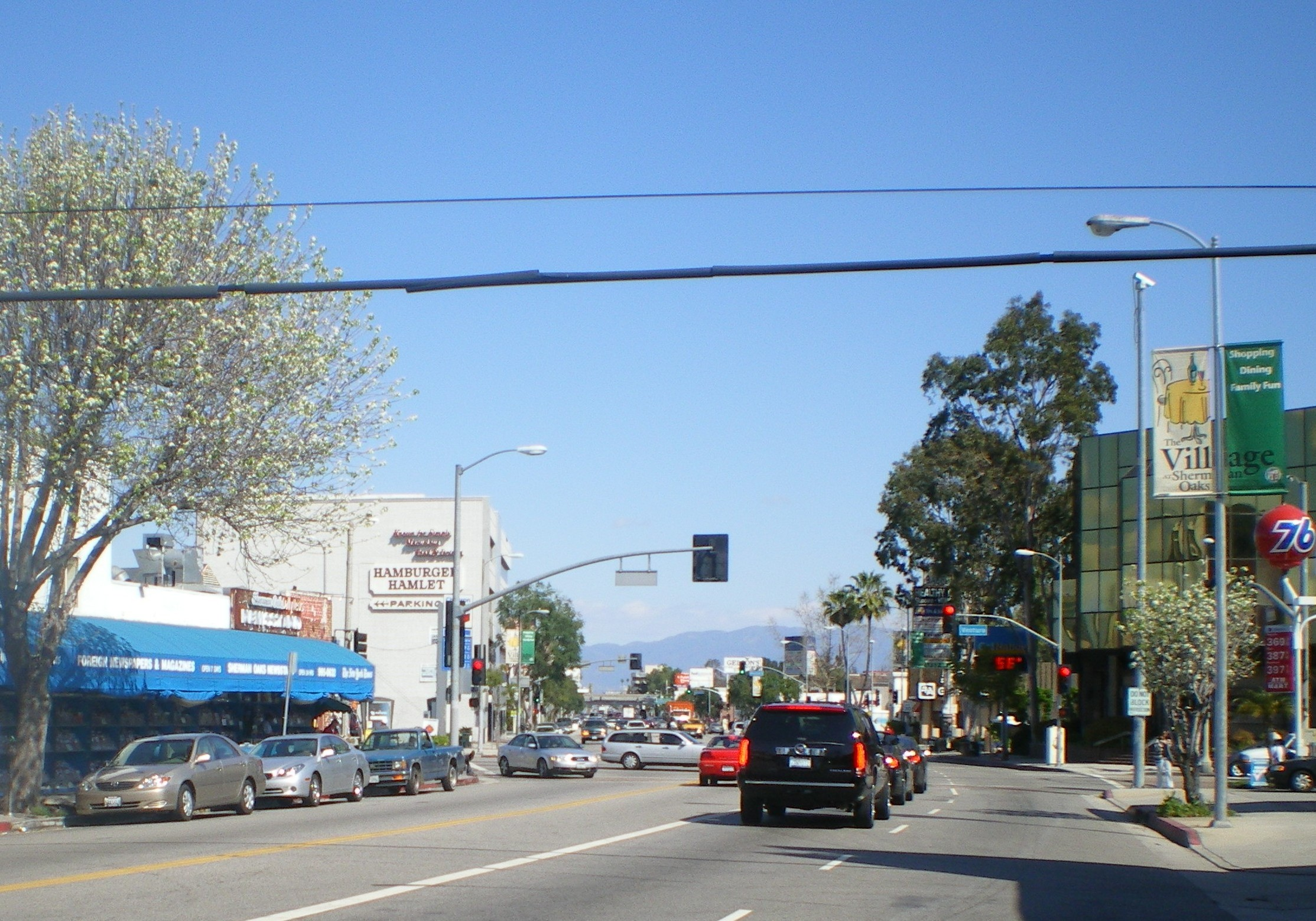
Van Nuys Boulevard em Sherman Oaks.

Sherman Oaks é um distrito arborizado da cidade de Los Angeles, Califórnia, situado no Vale de São Fernando. A história de Sherman Oaks é repleta de residentes famosos, como Jennifer Aniston, Marilyn Monroe, James Dean, John Ritter, Hector Elizondo, Lou Costello, Paula Abdul, Tony Danza e Katharine McPhee